# AE Aurigae
AE Aurigae (kurz AE Aur) ist ein etwa 1270 Lichtjahre von der Erde entfernter Hauptreihenstern der Spektralklasse O9 im Sternbild Fuhrmann. Als Orion-Veränderlicher schwankt seine scheinbare Helligkeit zeitlich irregulär zwischen 5,78 mag und 6,08 mag. Sein intensives Licht erhellt den Emissions- und Reflexionsnebel IC 405.
Wie My Columbae und 53 Arietis gehört AE Aurigae zu den sogenannten Runaway-Sternen, die sich mit hohen Raumgeschwindigkeiten von einer Sternassoziation entfernen. Im Fall der drei genannten Sterne lassen ihre Geschwindigkeiten und Bewegungsrichtungen darauf schließen, dass sie sich vor etwa 3 Millionen Jahren in der Nähe des heutigen Trapezes im Sternbild Orion befanden, aus der Orion-Assoziation herausgetrieben wurden und dabei in unterschiedlichen Richtungen davonflogen. Laut einer Theorie bildeten die drei Sterne ursprünglich mit einem massereicheren vierten Stern ein Mehrfachsystem im Orion, bis diese vierte Komponente aufgrund ihrer großen Masse vor etwa 3 Millionen Jahren als Supernova explodierte und die dabei freiwerdende Energie die anderen drei Sterne aus der Orion-Assoziation herausschleuderte. Mit hoher Geschwindigkeit bewegte sich dann etwa AE Aurigae von der Erde aus gesehen von seinem Ursprungsort im Orion zu seiner heutigen Position im Sternbild Fuhrmann. Eine andere Theorie lautet, dass die drei Runaway-Sterne aufgrund zufälliger zu großer Annäherung an andere massive Sterne durch gravitative Wechselwirkung aus der Orion-Assoziation geworfen worden sein könnten.
Aufgrund seiner großen Masse (etwa die 17fache der Sonne) wird AE Aurigae als Supernovae explodieren und später als Pulsar ungewöhnlich schnell hoch über der galaktischen Ebene seine Bahn ziehen.

## Weblink
- Jim Kaler: AE Aurigae